# Dark Floors
Dark Floors – The Lordi Motion Picture er en finsk horrorfilm med musikgruppen Lordi, der udkom i februar 2008. 

## Medvirkende
- Skye Bennett: Sarah
- Philip Bretherton: Walter
- William Hope: Jon
- Ronald Pickup: Tobias
- Leon Herbert: Rick
- Tomi Putaansuu: Mr. Lordi
- Jussi Sydänmaa: Amen
- Sampsa Astala: Kita
- Samer el Nahhal: OX
- Leena Peisa: Awa